# W-CDMA
W-CDMA (skraćenica od engleske složenice Wideband Code Division Multiple Access) је metoda za multipleksiranje više korisnika na jedan ograničeni spektralni pojas. Radi se vazdušnom interfejsu 3G telekomunikacionog standarda i najrasprostranjeniji član UMTS familije vazdušnih interfejsa. W-CDMA je širokopojasna metoda za multipleksiranje koja koristi direktno-sekvencni raspršeni spektrum asinhrone kodne podele višestrukog pristupa da bi se postigle veće brzine prebacivanja podataka, te podršku za više korisnika nego uobičajene Time Division Multiplexing (TDMA; multipleksiranje vremenskom podelom).